# Šluknov
Šluknov (in tedesco Schluckenau) è una città della Repubblica Ceca facente parte del distretto di Děčín, nella regione di Ústí nad Labem.

## Monumenti e luoghi d'interesse
- Castello di Šluknov